# Ephemeral Shapes
 Ephemeral Shapes ist ein Jazzalbum von Ivo Perelman, Aruán Ortiz und Ramón López. Die am 7. Mai 2024 im Studio Rosazul, Barcelona, entstandenen Aufnahmen erschienen am 15. Juli 2024 auf Fundacja Słuchaj.

## Hintergrund
Auf Ephemeral Shapes wird der Saxophonist Ivo Perelman von dem Pianisten Aruán Ortiz begleitet, mit dem er auf seinem neun CDs umfassenden Boxset Brass and Ivory Tales von 2021 im Duett gespielt hatte, und dem Schlagzeuger Ramón López, mit dem er erstmals auf seinem Album The Ventriloquist von 2002 aufnahm.

## Titelliste
- Ivo Perelman / Aruán Ortiz / Ramón López: Ephemeral Shapes (Fundacja Słuchaj)[1]

1. Shape 1 10:37
2. Shape 2 3:53
3. Shape 3 4:26
4. Shape 4 4:37
5. Shape 5 2:27
6. Shape 6 8:25
7. Shape 7 8:56
8. Ephemeral 3:52

Die Kompositionen stammen von Ivo Perelman, Aruán Ortiz und Ramón López.

## Rezeption

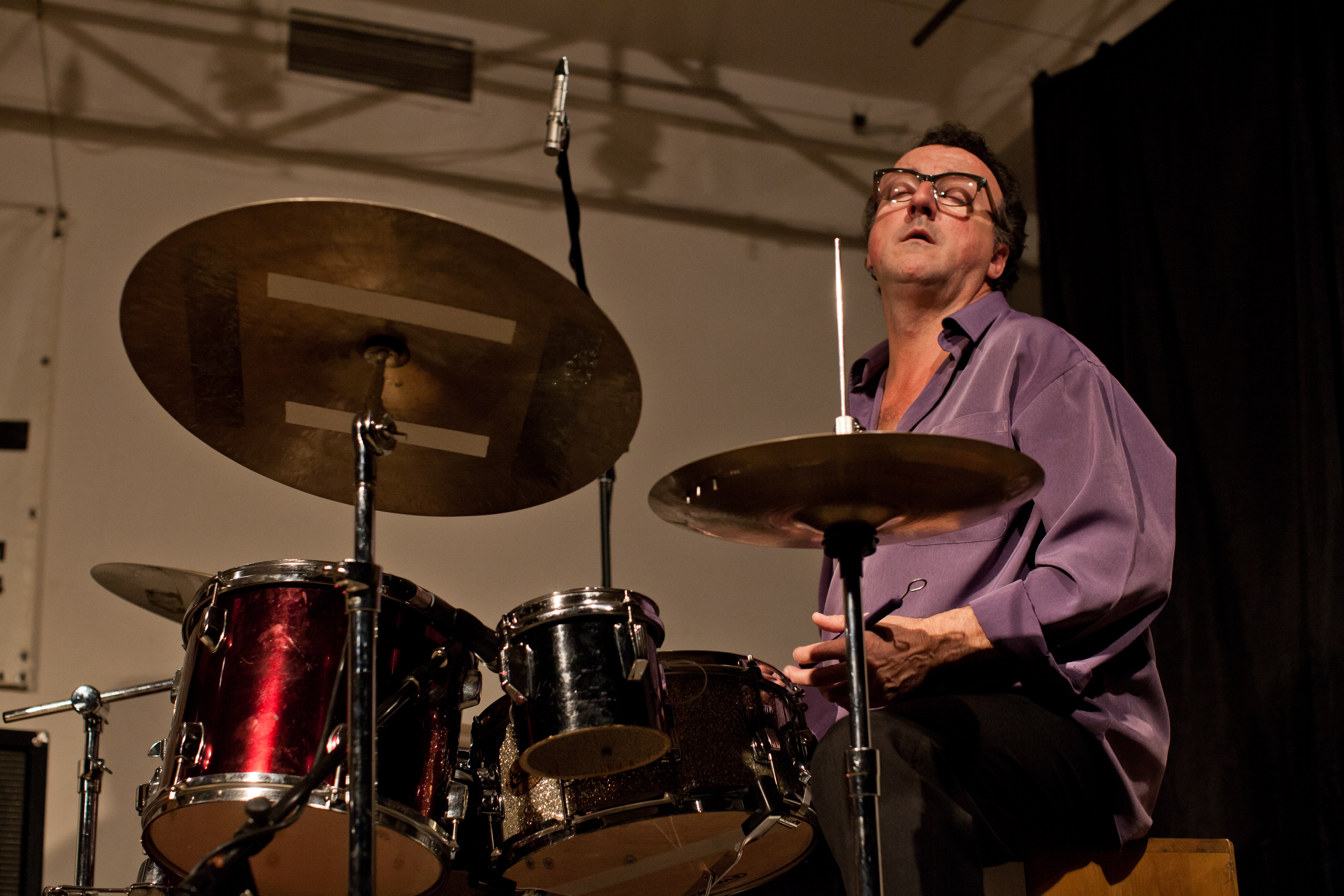
Ramón López (2013)

Nach Ansicht von Hrayr Attarian, der das Album in All About Jazz rezensierte, ist einer der Gründe für Perelmans Erfolg iseine außergewöhnliche Fähigkeit, gleichgesinnte Mitarbeiter zu finden. Das introspektive Ephemeral Shapes bilde hier keine Ausnahme. Dies sei eine fesselnde Session auf hohem Niveau und mit Leidenschaft, die mit Brillanz ausbalanciert ist. Das Ensemble würde mit nahtloser Kameradschaft ein feuriges und spannendes Finale für diese hervorragende Veröffentlichung gestalten. Auch nach mehr als 100 Arbeiten als Leiter fessle Perelman weiterhin mit seiner Originalität und künstlerischen Vision. Sein kooperativer Geist bereichere die fantasievollen Streifzüge seiner und seiner Kollegen in provokative Improvisationen.
Auf Ephemeral Shapes spielten drei Musiker, die sich mit dem modernem Jazz bestens auskennen, nur die Geschichte des Jazz als Ausgangspunkt nähmen und mit diesem Hintergrund ihre eigene Musik kreierten, schrieb Jan Granlie (Salt Peanuts). Ein gutes Beispiel dafür sei der Titel „Eight“, wo die Musiker sich weit in die freie Musik hinein bewegen würden. Bei dieser Art improvisierter Musik sei Kommunikation wichtig, die bei dieser Veröffentlichung nahezu perfekt gelinge. Dies gelte insbesondere zwischen Piano und Tenorsaxophon, und Lopez stehe den anderen mit durchweg exzellentem Schlagzeugspiel in nichts nach.
Was Perelmans Arbeit so interessant mache, sei neben seiner absoluten Beherrschung des gesamten Tonumfangs seines Instruments die Bandbreite der Partner, mit denen er zusammenarbeitet, meinte Phil Freeman (Stereogum/Ugly Beauty). Perelmans Linien würden melodisch klingen, mitunter sogar romantisch, und jeder seiner Kollegen scheint zu spüren, wohin er geht, und bei Bedarf sogar die Führung zu übernehmen. So beginne „Shape 3“ als Klavier-Schlagzeug-Duett und behalte dabei durchgehend eine sprunghafte Energie bei.
Nichts bringt den wahren Charakter virtuoser Musiker zum Vorschein wie Improvisationssessions mit Ivo Perelman, schrieb S. Victor Aaron (Something Else!). Die gediegene Essenz von Aruán Ortiz und Ramón López könne nicht anders, als auf Ephemeral Shapes [nur so] zu strömen.